# Sólyomkővár
Sólyomkővár (románul Șinteu, szlovákul Nová Huta) falu Romániában, Bihar megyében.

## Fekvése
Élesdtől 20 kilométerre északkeletre, Szilágysomlyótól 27 kilométerre délnyugatra, a Réz-hegységben fekszik. Az 1H főúton közelíthető meg.

## Története
Nevét az oklevelekben 1458-ban említették először Solymoskew, majd 1535-ben Semtheesth néven. A középkor végén és az újkor elején valószínűleg román falu volt, de elpusztult. A Bihar vármegyei falut a Bánffyak telepítették újra 1817-ben sárosi, gömöri és zempléni szlovákokkal. Közigazgatásilag majd száz évig Sólyomkőpesteshez tartozott, csak az 1920-as években lett önálló település. 1930-ban körülbelül kétszázan Brazíliába, 1949–50-ben és 1989 óta sokan Szlovákiába települtek a községből. Mivel itt működik 1–8. osztályos szlovák nyelvű iskola, a réz-hegységi szlovákság kulturális központjának tekinthető. 1910-ben 1272 lakosából 1261 volt szlovák anyanyelvű; 1271 római katolikus vallású. 2002-ben 537 lakosából 525 volt szlovák és 11 román nemzetiségű; 527 római katolikus vallású.

## Gazdasága
- Mint hegyi falunak, mezőgazdaságában nagy szerepet játszik a burgonyatermesztés. Évente megrendezik a burgonya ünnepét.
- 2010-ben egy Christian Friedl nevű osztrák vállalkozó a faluban indította be Románia első amerikaibölény-farmját, tizenkilenc egyeddel.

## Források

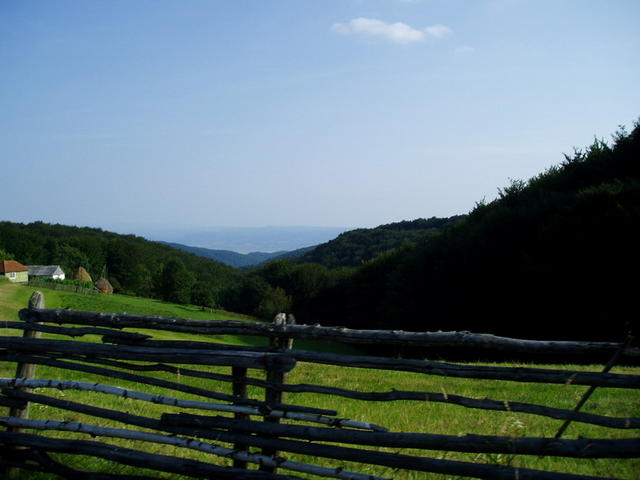